# 経営学史学会
経営学史学会（けいえいがくしがっかい、英語: The Society For The History Of Management Theories (SHMT)）は、日本の学術研究団体の一つ。

## 概要
1993年5月29日設立。学術研究団体としての種別は単独学会。
経営学説、経営学史、比較経営学などの研究を行い、経営学の発展に資することを目的としている。日本学術会議協力学術研究団体である。

## 刊行物

### 経営学史学会年報
- 誌名（和文）：経営学史学会年報
- 誌名（欧文）：THE ANNUAL BULLETIN of The Society for the History of Management Theories
- 創刊年：1994
- 資料種別：ジャーナル（査読付き論文を含む）
- 使用言語：日本語（英文抄録あり）
- 発行形態：印刷体
- 著作権帰属先：学会
- クリエイティブコモンズ：定めていない
- 購読：有料